# Потрепухино
Потрепухино — деревня в Советском районе Кировской области в составе Родыгинского сельского поселения. 

## География
Находится на правом берегу Вятки на расстоянии примерно 3 километра по прямой на северо-запад от нового моста через реку Пижма в районном центре городе Советск.

## История
Известна с 1873 года как деревня Потрепухина, когда здесь было учтено дворов 9 и жителей 104, в 1905 (Потрепухинская) 20 и 149, в 1926 32 и 173, в 1950 22 и 77, в 1989 еще оставалось 15 постоянных жителей. Настоящее название утвердилось с 1926 года. Ныне имеет дачный характер.

## Население
Постоянное население не было учтено как в 2002 году, так и в 2010.